# Muixeranga de Sueca
La muixeranga de Sueca és una muixeranga que es fa a la població valenciana de Sueca.

## Origen
L'actual Muixeranga de Sueca va nàixer en el context del Moviment de Recuperació de les Muixerangues (MRM). La Muixeranga és una dansa, una coordinació estètica de moviments corporals, a la qual moltes vegades s'hi afegeix un component ritual que la converteix en pràctica transcendent per als que l'executen. La referència més antiga que s’hi conserva, es troba a l’Arxiu Municipal de Sueca i data de 1798. S'hi havia executat fins als anys 40 del segle xx, i Joan Fuster en parla al seu llibre Elogi del meu Poble.
La tradició va reviure la Nit de Nadal de 2005 quan un grup de gent convocada pel Casal Jaume I de la Ribera Baixa, van alçar tres figures a la plaça de l'Ajuntament, ajudats i animats per uns quants muixeranguers de la Safor (embrió de la que seria després l'Entitat Promotora de Muixerangues (EPM). .Així, va nàixer la colla al caliu de les nadales, el tabal, la dolçaina, les danses i les fogueres. Els joves s'il·lusionaren i els més majors que encara recordaven haver vist de petits la muixeranga, s'emocionaren. A l'actualitat, està formada per més de 90 membres i forma part de la Federació Coordinadora de Muixerangues.

## Primeres actuacions
Gràcies a la difusió donada pels mitjans de comunicació, tant a l'acte com al fet d'estar recuperant-se la Muixeranga a Sueca, la colla va créixer. Es va decidir anar a Algemesí per aprendre més ràpid i es crearen grans lligams d'amistat que encara hui perduren. Començaren a assajar i les visites de la gent muixeranguera de Gandia, l'Alcúdia i sobretot d'Algemesí permeteren evolucionar ràpidament. La Safor feia poc que havia recuperat la tradició. L'Alcúdia tot i que la va recuperar a principis dels 80 va reviscolar el 2004.
D'aquesta manera el 3 de juny de 2006 s'organitzà el II Aplec de Muixerangues del País Valencià a Sueca. El patrocinà l'ajuntament i aquell dia s'estrenà l'actual indumentària; pantaló blanc, camisa vermella i faixa negra.
El 6 d'agost actuà part de la colla a Silla per ajudar la formació de la Muixeranga de Silla que havien promogut El Ball dels Porrots i muixeranguers «sense fronteres» de la Safor, la Ribera Alta i Sueca. El Moviment de Recuperació de les Muixerangues (MRM) anava prenent forma.
Pel setembre al Festacarrer d'Ondara, a la plaça de bous, amb una nombrosa presència de públic, es va carregar la primera torreta de 4.  Dies després s'actuà a Sueca amb molt d'èxit en la processó de la festa major, recuperant així una tradició molt antiga.

## Després de la processó
El 30 de setembre, La Muixeranga de Sueca, actuà a la Malva-rosa per a l'Associció de Veïns i amb la música d'Estrela Roja. Tot propiciat pel 'Cicle al voltant de la dolçaina i el tabal'. Ací ja es carregaren les primeres dues construccions de 4 alçades fetes íntegrament per membres de la colla: una torreta i un pilar aixecat per sota. Entre els espectadors, membres de l'Associació de Veïns del barri de Sant Marcel·lí que van quedar impressionats per l'actuació. En aquella època els «muixeranguers sense fronteres» amb Estrela Roja i l'Assemblea de Veïns de Benimaclet havien iniciat la Muixeranga de València. La incorporació de la gent de Sant Marcel·lí va ser decisiva per la consolidació de la colla del Cap i Casal.
El 7 d'octubre, a la Fira Gastronòmica de l'Alcúdia es tornà a carregar una torreta i un aixecat per sota de 4, i a Sueca, el 9 d'octubre en la cercavila del Correllengua, s'alçaren dues torretes de 4 i, entre altres figures, una sénia al pati de Casa Fuster i 4 pilars –com les quatre barres de la senyera– mentre es desplegava el Penó de la Conquesta a la balconada de l'Ajuntament. Així va nàixer una nova tradició i d'aquesta manera es va conformar el calendari festiu de la colla amb tres diades. 24 de desembre, Processó del 8 de setembre i 9 d'octubre al Correllengua.
El 14 d'octubre torna la colla a la Marina Alta, actuant a Pego amb motiu d'unes Jornades per a la Recuperació de la Memòria Històrica que va organitzar el Casal Cultural de Pego, la Marina anava deixant-se seduir per la muixeranga. En la plaça de la Font van aixecar tot el repertori: sénia, marieta, font, retaule, 2 4-en-1-peu rodats, aixecat per sota de 4, torreta de 4 per dues vegades i un intent de desplegada de 4. L'acte va servir per posar en contacte a L'EPM i a gent de Sueca, amb la gent de Pego. L'any 2008 es creà La Muixeranga de Pego.
L'any 2009 arribà una invitació per anar a Xiva, població que manté la tradició de fer torres humanes d'una manera molt particular i espontània. A mitjan agost a Xiva se celebren les festes del Torico. Quan acaben els bous tot el poble va a la plaça on s'aixequen torres de tres pisos de manera totalment improvisada. La falta d'assaig fa que suiguin bastant inestables.
Un grup de gent que té ganes de millorar aspectes tècnics, organitzà una série d'actes per donar a conèixer el fet muixeranguer. Així en poc temps es va fer una actuació, uns mesos més tard una xerrada-taller. El 2010 tornaren a anar per comprovar les evolucions positives d'aquesta colla que any rere any va guanyant en destresa i seguretat.
La Muixeranga de Sueca fa a casa a la comarca de La Ribera Baixa allò que ja han fet a altres poblacions. Ha col·laborat en la formació de la Muixeranga de Cullera  i la Muixeranga d'Alginet.
Amb La Nova Muixeranga d’Algemesí, La Muixeranga de la Safor, Els Negrets de L’Alcúdia i els Locos de L’Olleria el 2006 van crear la Federació de Muixerangues del País Valencià, que el 2018 ja reunia vint-i-ú colles. El 2013 al cinquantè aniversari de la publicació del llibre Nosaltres els valencians van participar en un notable homenatge a Joan Fuster.
El 25 d'octubre de 2015 va tindre lloc una trobada per a commemorar el 15 anys de la recuperació de la Muixeranga de Sueca, on actuaren com a colles convidades: la Muixeranga de València, la Muixeranga d'Alacant, la Muixeranga de Cullera, la Conlloga de Castelló i la Muixeranga de Torrent.
La trobada per a celebrar els 15 anys  i tots els actes programats, van haver de ser ajornats per la pandèmia del covid-19.
El 24 de maig de 2024 vam poder celebrar la nostra trobada amb les Muixerangues de Xàtiva i de Cullera. La colla amfitriona va alçar per primera vegada una figura de cinc alçades, realitzada íntegrament per membres de la colla.
Per a commemorar els 20 anys, la Muixeranga de Sueca va programar diferents actes, entre ells una trobada el 24 de maig de 2025 amb les colles: la Jove Muixeranga de València i la Carabassota de Guadassuar. A més es va publicar un conte: "La Muixeranga de Sueca" escrit per Maria Vázquez i il·lustrat per Emi Carlos per apropar i donar a conéixer als xiquets i xiquetes la seua història i la nostra cultura i tradicions.

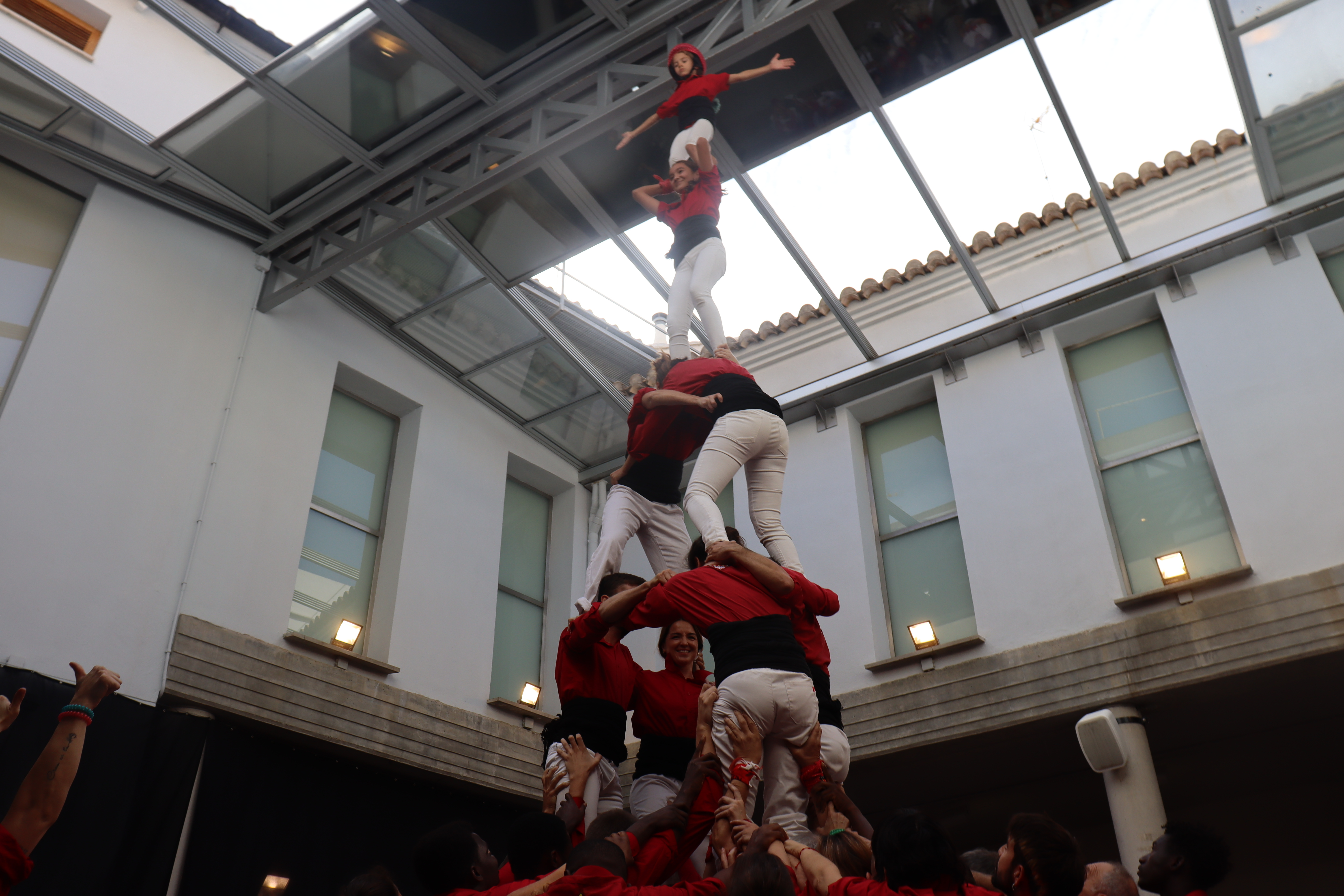
9 d'octubre, a casa Joan Fuster. Autor: Pau Viel